# Aloha Núñez
 Aloha Joselyn Núñez Gutiérrez (Maracaibo, estado Zulia, Venezuela, 25 de junio de 1983) es una política venezolana de ascendencia wayú. Ha sido en reiteradas ocasiones ministra del Poder Popular para los Pueblos Indígenas de Venezuela. Además de ser diputada electa en las elecciones a la Asamblea Nacional de Venezuela de 2020. Fue miembro de la Asamblea Nacional Constituyente de 2017.

## Biografía
Egresada de la Universidad del Zulia. Para 2012, fue designada ministra del Poder Popular para los Pueblos Indígenas por el presidente Hugo Chávez y ratificada por su sucesor Nicolás Maduro hasta el año 2015.
A finales de 2016 es nombrada nuevamente en ese cargo hasta junio de 2017, separándose del cargo para postularse como Constituyentista a la Asamblea Nacional Constituyente resultando electa el 30 de julio de ese año. En enero de 2018 vuelve al ministerio de Pueblos Indígenas.

### Vinculación con Keyrineth Fernández
Aloha fue vinculada por la prensa venezolana, con la exalcaldesa del municipio Jesús María Semprúm, Keyrineth Fernández, quien en enero de 2022 junto a los diputados Taina González y Luis Viloria Chirinos, fueron aprehendidos por autoridades policiales por el delito de narcotráfico. Según el periodista Ángel Monagas en su cuenta de Twitter, Núñez «tiene casa por cárcel».